# (11985) 1995 VG
(11985) 1995 VG  es un asteroide perteneciente al cinturón  de asteroides, descubierto el 1 de noviembre de 1995 por Takao Kobayashi desde el Observatorio de Ōizumi, en Japón.

## Designación y nombre
Designado inicialmente como 1995 VG.

## Características orbitales
(11985) 1995 VG orbita a una distancia media del Sol de 2,761 ua, pudiendo acercarse hasta 2,633 ua y alejarse hasta 2,889 ua. Tiene una excentricidad de 0,046 y una inclinación orbital de 1,935° grados. Emplea en completar una órbita alrededor del Sol 1675,65 días.

## Características físicas
Su magnitud absoluta es 13,36. Tiene 7,647 km de diámetro. Su albedo se estima en 0,191.